# Lamenia pallidinervis
Lamenia pallidinervis är en insektsart som beskrevs av Frederick Arthur Godfrey Muir 1917. Lamenia pallidinervis ingår i släktet Lamenia och familjen Derbidae. Inga underarter finns listade i Catalogue of Life.